# فيني جايلز
فيني جايلز (بالإنجليزية: Vinny Giles)‏ هو لاعب غولف أمريكي، ولد في 4 يناير 1943 في لينشبرغ في الولايات المتحدة.